# Protestation zu Speyer

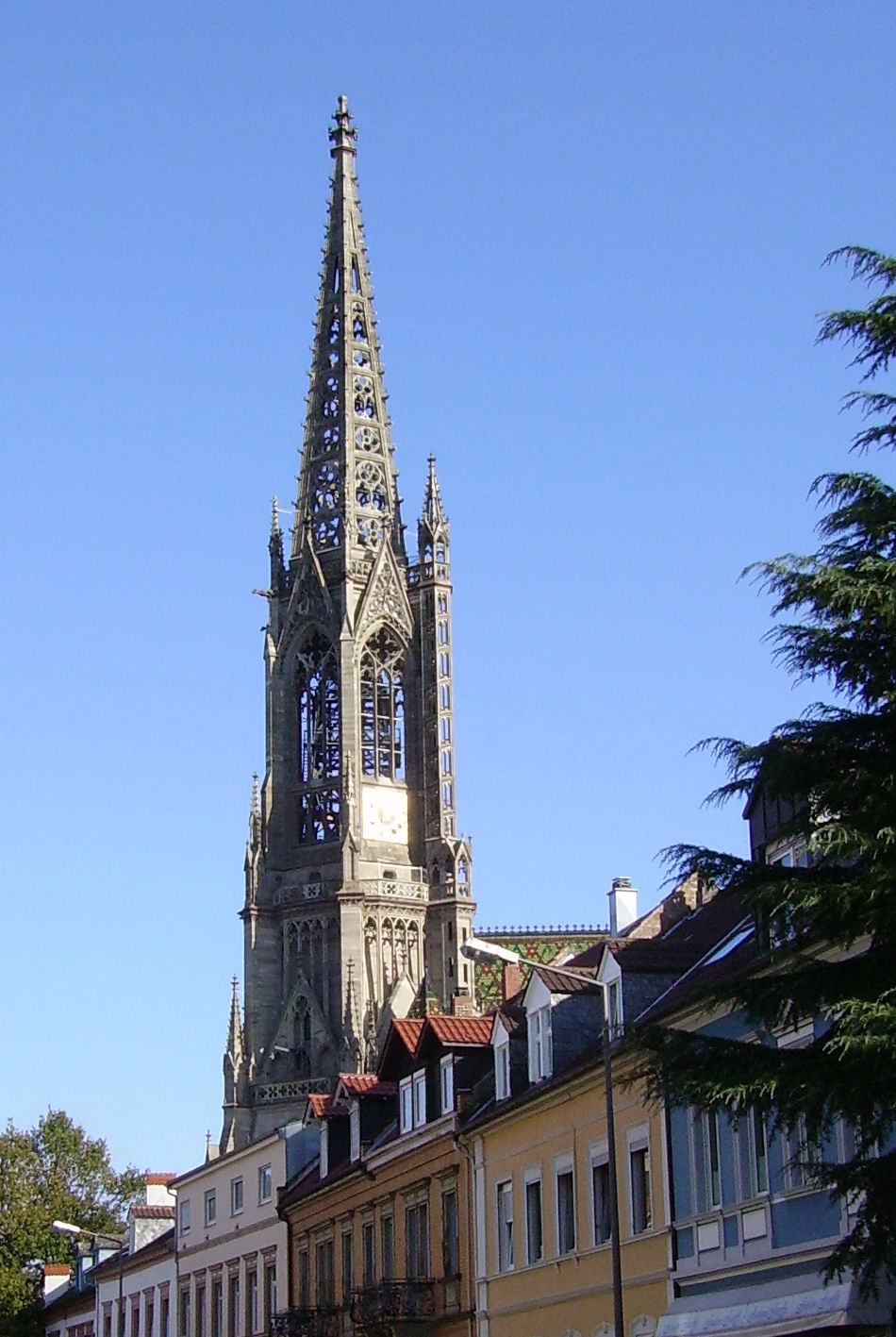
Die Gedächtniskirche zur Erinnerung an die Protestation zu Speyer

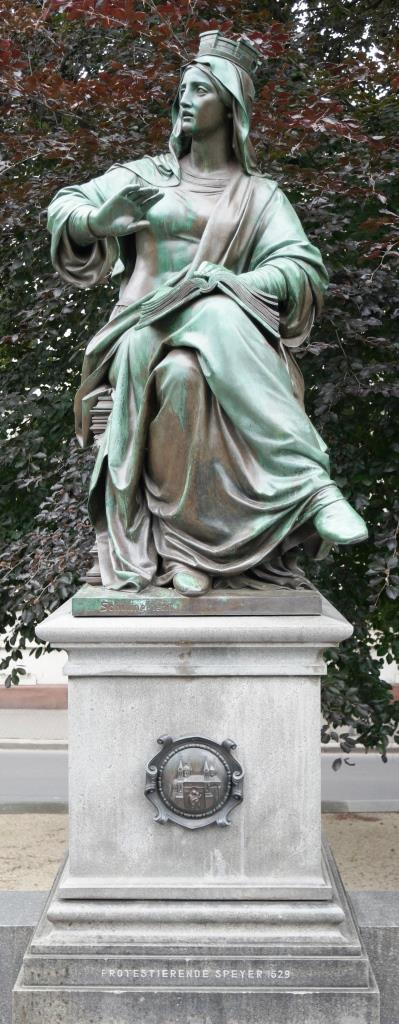
Allegorie Die protestierende Speyer, Teil des Lutherdenkmals in Worms

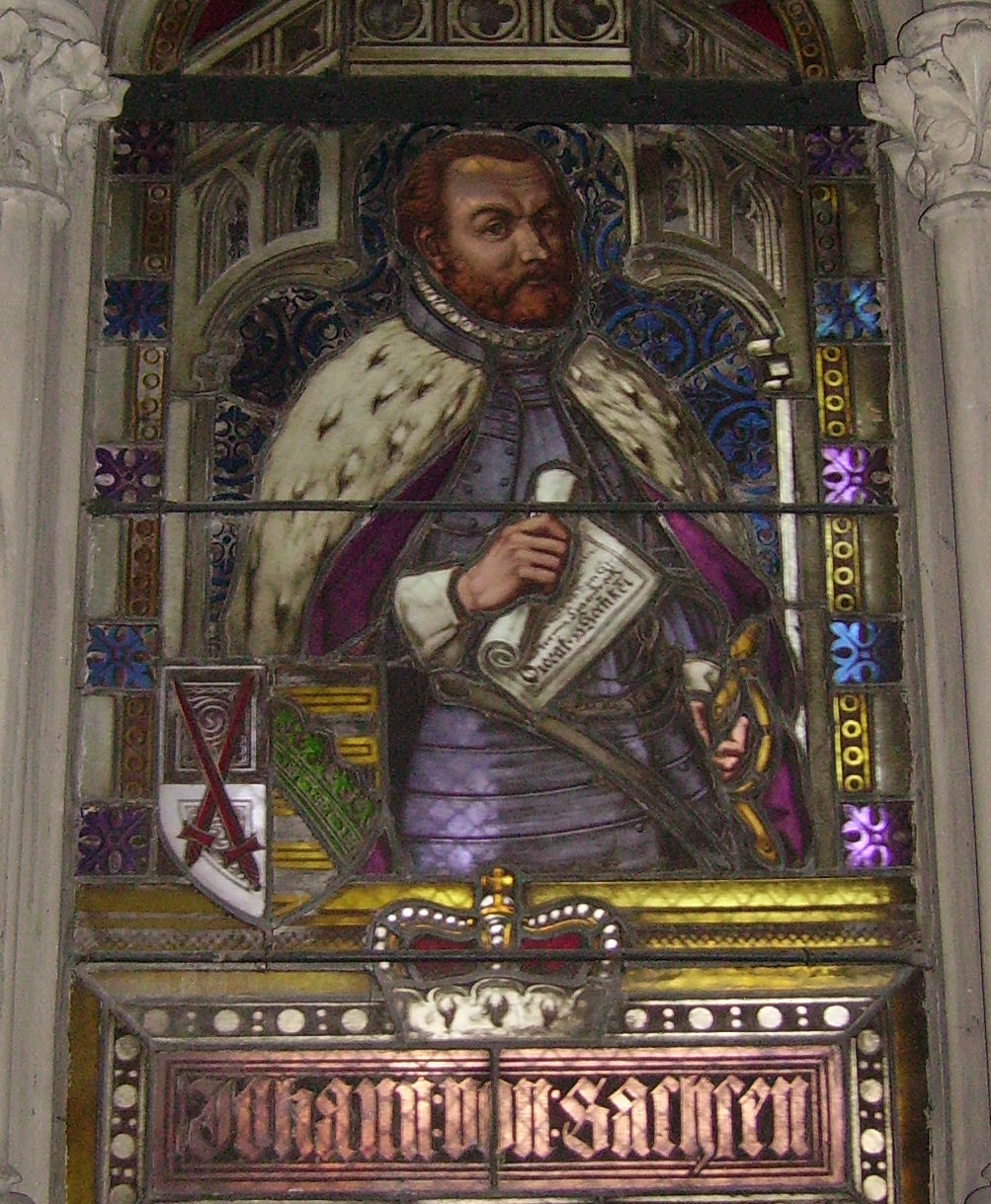
Kurfürst Johann von Sachsen (mit der Protestationsschrift in der Hand) auf einem Fenster der Gedächtniskirche

Am 19. April 1529 trafen sich auf dem Reichstag zu Speyer sechs Fürsten und die Bevollmächtigten von vierzehn Reichsstädten als Vertreter der evangelischen Minderheit, um gegen die Verhängung der Reichsacht über Martin Luther sowie die Ächtung seiner Schriften und Lehre zu protestieren und um die Möglichkeit der ungehinderten Ausbreitung des evangelischen Glaubens zu fordern.

## Anlass
Acht Jahre zuvor, auf dem Reichstag zu Worms 1521, war die Lektüre und Verbreitung von Luthers Schriften verboten (Wormser Edikt) und über Martin Luther sowie seine Anhänger die Reichsacht verhängt worden. Auf dem ersten Reichstag zu Speyer 1526 war dieser Beschluss teilweise revidiert worden, indem die Ausführung des Wormser Edikts den Reichsständen überlassen wurde. Jeder Fürst sollte es mit der Religion so halten, wie er es vor Kaiser und Gott verantworten könne. Auf dem zweiten Reichstag zu Speyer 1529 wollte nun Kaiser Karl V. durch die Aufhebung der Beschlüsse von 1526 die religiöse Uneinigkeit zwischen katholischer Mehrheit und evangelischer Minderheit beenden.
Die reformatorisch gesinnten Fürsten wollten sich aber nicht damit abfinden, durch Mehrheitsbeschluss zur römisch-katholischen Konfession gezwungen zu werden. Diese Protestation der Fürsten und Städte gilt mittlerweile als eine der Geburtsstunden des Protestantismus.

## Verlauf
Knapp drei Jahre nach dem Reichstag im Jahr 1526 schrieb Kaiser Karl V. für den 1. März des Jahrs 1529 einen neuen Reichstag aus. Er ließ sich wiederum durch seinen Bruder Ferdinand vertreten. Am 4. März 1529 war er von Toledo aus auf dem Weg nach Italien, um dort den Reichskrieg gegen die Liga von Cognac zu führen.
In seiner Eröffnungsrede gab Ferdinand den Beschluss des Kaisers, die Aufhebung des Reichsabschieds von 1526, bekannt, da daraus „großer Unrat und Mißverstand“ entstanden sei, und bedrohte jede „Verführung zu unrechtem Glauben“ mit der Reichsacht. Bis zur Klärung auf einem noch einzuberufenden Konzil sollten alle Neuerungen untersagt bleiben. Immerhin gab er noch Zugeständnisse:

„Wer bis jetzt das Wormser Edikt gehalten, soll dies auch ferner tun. In den Landschaften, wo man davon abgewichen, soll man doch keine weitere Neuerung machen und niemand verwehren, Messen zu halten. Die Sekten endlich, welche dem Sakramente des wahren Leibes und Blutes widersprechen, solle man ganz und gar nicht dulden, so wenig wie die Wiedertäufer.“

Am 19. April wurden die Bedenken gegen den Reichsabschied von 1526 von der Mehrheit der Stände angenommen. Den Evangelischen wurde dabei erklärt, sie sollten sich „dem ordentlich und gehörig behandelten Beschlusse“ der Mehrheit beugen. Daraufhin verließen die evangelischen Fürsten den Saal. Als sie etwas später wieder zurückkehrten, wollte Ferdinand den Saal verlassen und weigerte sich, sie anzuhören. So wurden ihre Einwände verlesen: Man protestiere gegen den Beschluss der Mehrheit, den Reichsabschied von 1526 aufzuheben. Ferdinand verlangte, sie sollten „den Beschluss annehmen und gehorchen“.
Die evangelischen Fürsten ließen daraufhin am 20. April die Protestationsschrift überreichen, deren Annahme Ferdinand verweigerte. So kam sie nicht zur Verlesung, gelangte aber als Druckschrift an die Öffentlichkeit.
In dieser Protestationsschrift hieß es unter anderem:

„So protestieren und bezeugen wir hiermit offen vor Gott, unserem alleinigen Erschaffer, Erhalter, Erlöser und Seligmacher, der allein unser aller Herzen erforscht und erkennt, auch demnach recht richten wird, auch vor allen Menschen und Kreaturen, daß wir für uns, die Unsrigen und aller männiglich halben in alle Handlung und vermeinten Abschied nicht gehelen noch billigen, sondern aus vorgesetzten und anderen redlichen gegründeten Ursachen für nichtig und unbündig halten.“

Unterschrieben war die Protestationsschrift von Johann (Kurfürst von Sachsen), Georg (Markgraf von Brandenburg-Ansbach), Ernst (Herzog von Braunschweig-Lüneburg), Philipp (Landgraf von Hessen) und Wolfgang (Fürst von Anhalt-Köthen). Hauptverfasser der Schrift war der kursächsische Rat und ehemalige Kanzler Gregor Brück.
Auf der Schlusssitzung des Reichstags am 24. April wurde der Reichsabschied noch einmal verlesen, die Protestation der evangelischen Fürsten aber mit keinem Wort erwähnt. Daher trafen sich am 25. April die Räte der evangelischen Fürsten und die Bevollmächtigten der 14 evangelischen Städte und verfassten ein Instrumentum Appellationis, in dem die Beschwerden gegen diesen Reichsabschied noch einmal zusammengefasst wurden. Dieses Schreiben wurde dem Kaiser durch eine Gesandtschaft überbracht. Seit diesem Reichstag nannte man die Anhänger der reformatorischen Bewegung „Protestanten“.

Statuen dreier herausragender Vertreter der Protestanten am Portal der Gedächtniskirche Speyer
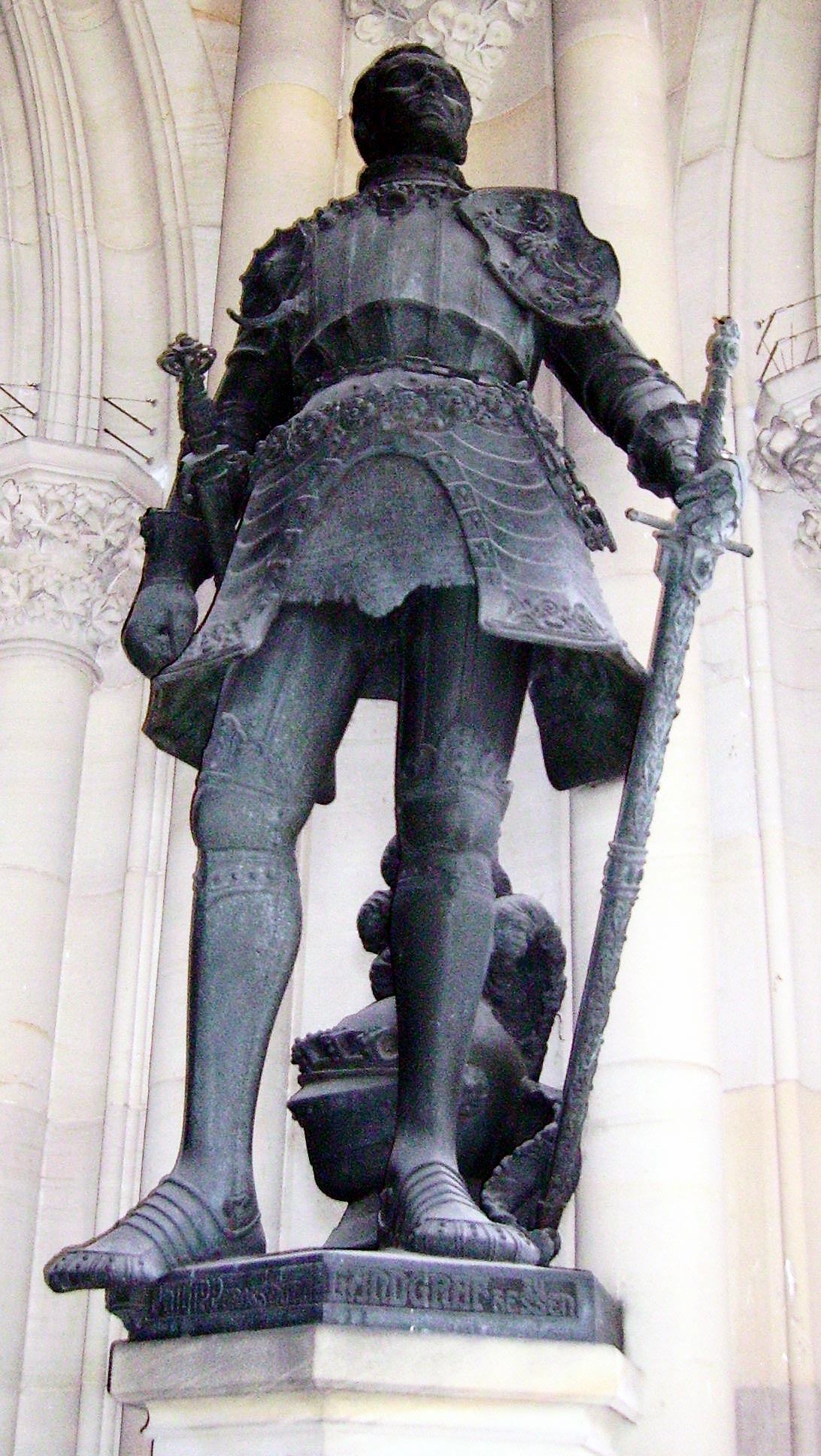
Landgraf Philipp I. von Hessen
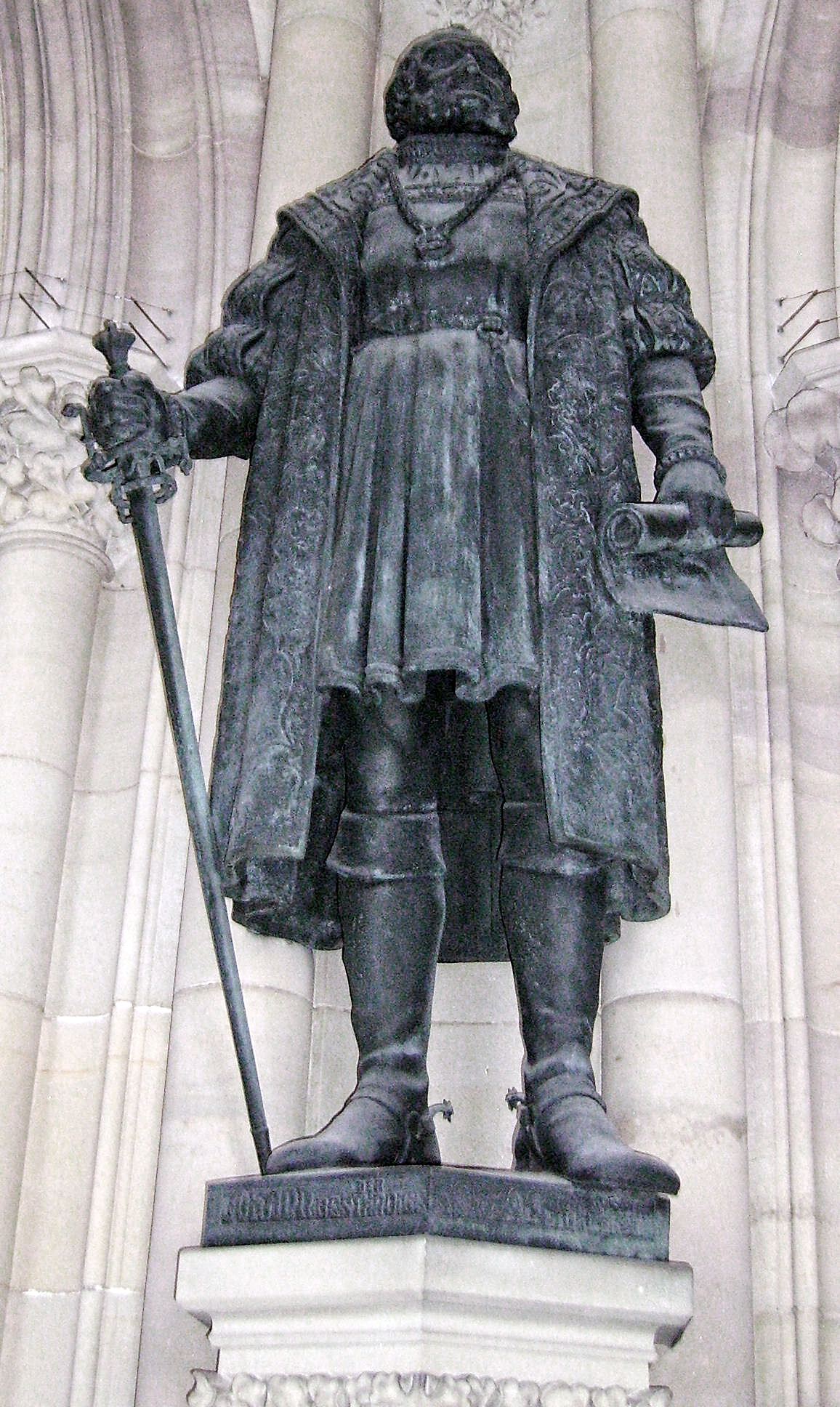
Kurfürst Johann von Sachsen
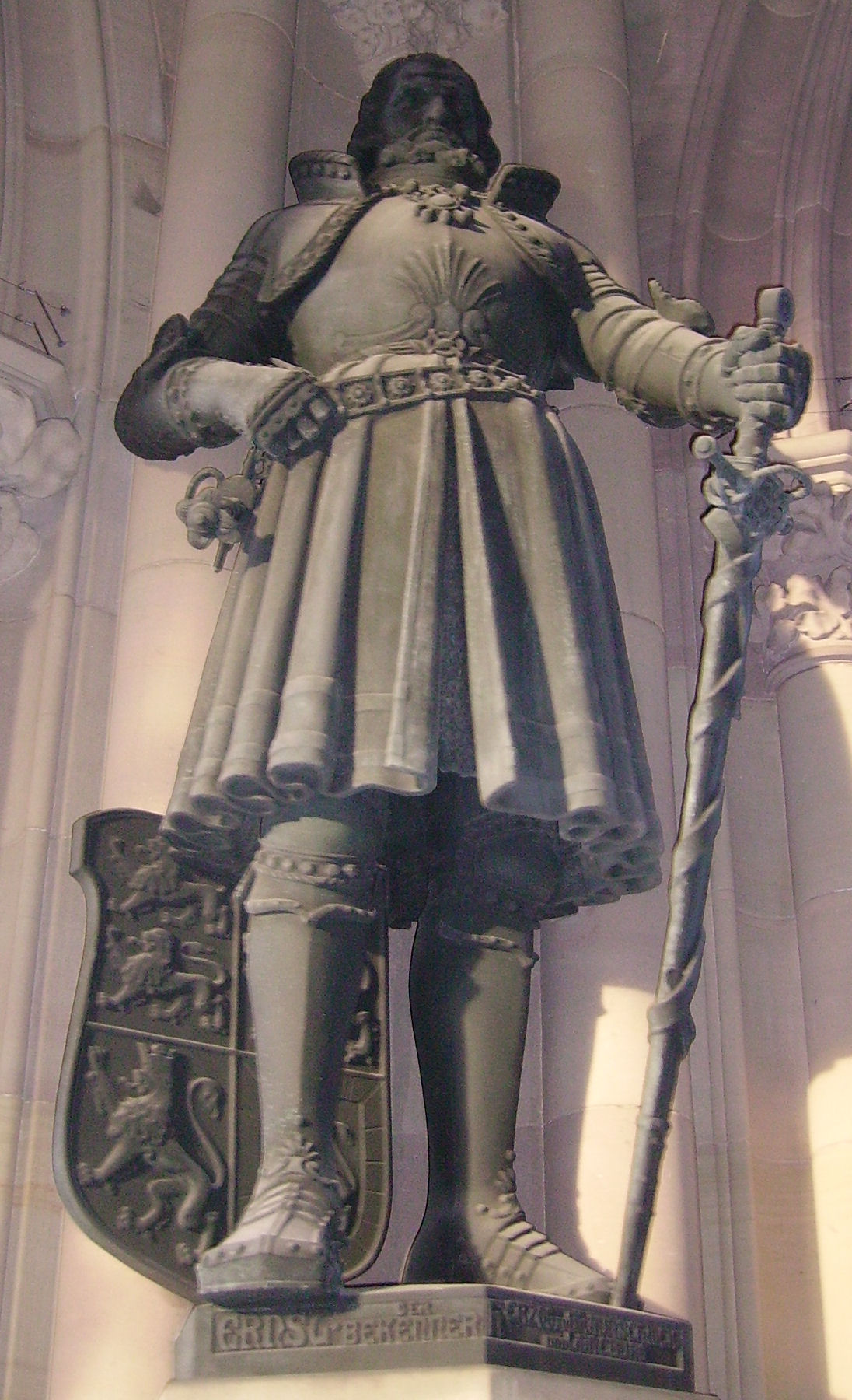
Herzog Ernst I. von Braunschweig-Lüneburg

## Positionierung der Reichsstände

### Für den Reichsabschied stimmten
1. Karl V., römisch-deutscher König und erwählter Kaiser, vertreten durch
2. Ferdinand, Erzherzog von Österreich, Kommissar und Vertreter Karls V.
  - Großkanzler Bernhard von Cles, Bischof von Trient und Kommissar Karls V.
  - Freiherr Georg Truchsess von Waldburg, Statthalter Ferdinands I. in Württemberg
3. Johann Fabri, Domherr zu Konstanz und Basel
4. Propst Balthasar von Waldkirch, Kommissar
5. Kurfürst Friedrich II. von der Pfalz, Kommissar
6. Herzog Wilhelm IV. von Bayern, Kommissar
  - Leonhard von Eck, Kanzler des Herzogs Wilhelm IV. von Bayern
7. Herzog Ludwig X. von Bayern
8. Herzog Erich der Ältere von Braunschweig, Kommissar

sowie die Mehrzahl der Reichsstädte, wobei die Städte im Reichstag keinen großen Einfluss besaßen.

### Protestierende Reichsstände

Territorien in Mitteleuropa, die die Reformation früh eingeführt hatten (bis 1530). Darunter auch protestierende Stände zu Speyer.

#### Fürsten
1. Kurfürst Johann der Beständige von Sachsen
  - Gregor Brück (Pontanus), Berater und ehemaliger Kanzler des Kurfürsten von Sachsen
  - Philipp Melanchthon, Begleiter des Kurfürsten Johann von Sachsen
  - Simon Grynaeus, Begleiter Philipp Melanchthons
  - Johann Agricola, Hofprediger des Kurfürsten Johann von Sachsen
2. Landgraf Philipp von Hessen
  - Erhard Schnepf, Hofprediger des Landgrafen Philipp von Hessen
3. Markgraf Georg von Brandenburg-Ansbach, der Fromme, auch der Bekenner genannt
4. Herzog Ernst von Braunschweig-Lüneburg + Herzog Franz von Braunschweig-Lüneburg
  - Johann Förster, Kanzler der Herzöge Franz und Ernst von Braunschweig-Lüneburg
5. Fürst Wolfgang von Anhalt
6. Graf Wilhelm von Fürstenberg

#### Reichsstädte
Der Protestation der Fürsten traten am 23. April 1529 folgende Reichsstädte durch ihre Gesandten offiziell bei:
1. Reichsstadt Heilbronn
  - Bürgermeister Hans Riesser
  - Ratsherr Hans Baldermann[4]
2. Reichsstadt Isny
  - Matthias Buffler[5]
3. Reichsstadt Kempten
  - Hans Sonntag[5]
4. Freie und Reichsstadt Konstanz
5. Reichsstadt Lindau
  - Hans Varnbüler[5]
6. Reichsstadt Memmingen
  - Hans Ehinger[5]
7. Reichsstadt Nördlingen
  - Altbürgermeister Widemann
  - Stadtschreiber Georg Mair
8. Reichsstadt Nürnberg
  - Christoph Tetzel von Kirchensittenbach[6]
  - Christoph Kreß von Kressenstein
  - Bernhard Paumgartner von Holnstein und Grünsberg
9. Reichsstadt Reutlingen
  - Bürgermeister Josua (Jos) Weiß[7]
10. Reichsstadt St. Gallen
  - Christian Fridbolt[8][9]
  - Andreas Eck[8]
11. Freie Stadt Straßburg
  - Rat Jakob Sturm[5]
  - Ammann Matthias P(f)arrer[5]
12. Reichsstadt Ulm
  - Bürgermeister Bernhard Besserer[10]

1. Reichsstadt Weißenburg[Fußn. 2][Fußn. 3]
  - Hans Wolff[6]
2. Reichsstadt Windsheim
  - Bürgermeister Sebastian Hagelstein[6]

Anfänglich war die Zahl der Städte, die mit der kaiserlichen Proposition nicht einverstanden waren, größer. Dazu gehörten die Städte Köln, Frankfurt am Main, Rottweil, Goslar und andere. Doch Ferdinands geschickte Diplomatie, aber auch seine energischen Ansprachen an die evangelischen und an die altgesinnten Städte in gesonderten Vorladungen, ließ die Zahl der Entschlossenen schmelzen. Von rund fünfzig vertretenen Städten schlossen sich am Ende vierzehn der Protestation an.

## Inhalt der Protestation
Im Rückblick auf die Beschlüsse des Speyerer Reichstags von 1526:, in dem bestimmt wurde, dass in der Zeit bis zu einem alsbald möglich stattfindenden General- oder Nationalkonzil die Reichsstände mit dem Wormser Edikt so verfahren sollen, wie sie es vor Gott und dem Kaiser verantworten.
können in die Aufhebung dieser Bestimmung auf dem Speyerer Reichstag von 1529 konnte nicht eingewilligt werden, da
- der einmütige Beschluss von 1526 als bindend angesehen wird und

- in Fragen, die Gottes Ehre und das Seelenheil angehen, allein das Gewissen verpflichtet.

- Die auf dem Reichstag getroffene Mehrheitsentscheidung kann eine einmütig beschlossene Bestimmung nicht aufheben, sondern kann nur durch eine ebenso einmütig beschlossene Bestimmung ersetzt werden. Nun plötzlich der Entscheidung des Reichstags zuzustimmen und dem Wormser Edikt nach aller Möglichkeit zu folgen, stünde nicht nur im Widerspruch zum Bekenntnis der Wahrheit des Evangeliums, was auch den Untertanen ein Ärgernis wäre. Darüber hinaus würde damit so getan, als ob das Wormser Edikt noch in Kraft sei, obwohl es durch die Bestimmung des Speyerer Reichstags von 1526 aufgehoben wurde.

- Dem Artikel über die Messe konnte nicht zugestimmt werden, da er der in der göttlichen Schrift gegründeten christlichen Lehre von der Einsetzung des Abendmahls widerspricht. Dass andere Obrigkeiten über den Glauben der eigenen Untertanen bestimmen, verletzt zudem bestehende Grundsätze der Gleichheit der Stände.

- Dem Artikel über die Prediger konnte nicht zugestimmt werden, da es strittig ist, welche Kirche die Schriften autorisieren kann, die außer den biblischen Schriften selbst zur Auslegung des Evangeliums herangezogen werden sollen.

- Die mit diesen Bestimmungen verbundene Strafandrohung stiftet zudem Unfrieden und Uneinigkeit, weshalb es besser ist, am Beschluss des Speyerer Reichabschieds von 1526 festzuhalten.[3]